# Sierra Elvira
Sierra Elvira es una sierra española de mediana altitud perteneciente a la cordillera Bética situada en la comarca de la Vega, provincia de Granada, Andalucía.
La fauna está representada por pequeños mamíferos como zorros, tejones, ardillas y jabalíes; y numerosas aves tales como cernícalos, abejarucos, abubillas o perdices. Destaca su población de mariposas. En cuanto a la flora, domina el pinar de repoblación, aunque hay manchas de bosque mediterráneo bien conservado. Tiene numerosas cuevas y grutas, como la Sima de la Raja Santa.

## Situación

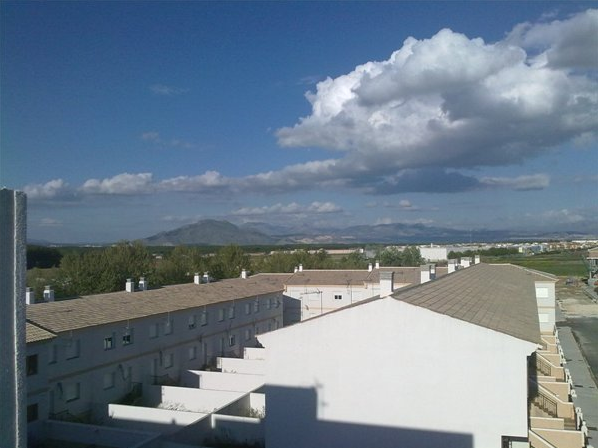
Vista de Sierra Elvira (al fondo) desde la localidad de Láchar.

Sierra Elvira se encuentra en la Vega de Granada y pertenece a los términos municipales de Albolote, Atarfe y Pinos Puente. Su extensión total es de unos 18 km². Está situada a unos 9 kilómetros de la ciudad de Granada y está delimitada por la autovía A-92, la carretera nacional N-432 y el río Cubillas.
Esta sierra se puede dividir en dos partes: la parte oriental y la occidental. La parte este es la más escarpada, aunque sus picos son de menor altitud. Las principales cimas son la Atalaya o Torreón (886 m) y la Ermita de los Tres Juanes (861 m).
En la parte oeste los relieves son más suaves pero con una mayor altitud, como el Morrón de la Punta (1045 m), Elvira o Morrón de Enmedio (1102 m) y el Cerro del Piorno (1082 m).

## Historia
En Sierra Elvira hay ruinas de una antigua ciudad árabe, Medina Elvira. Se encuentran en el entrono del Cerro del Sombrerete, ocupando una extensión de unas 332 hectáreas.
Actualmente hay excavaciones arqueológicas en marcha, y se ha descubierto la alcazaba, varias casas con sus plantas bien conservadas, las murallas de la ciudad y restos de una fortificación.
Los árabes vieron en su perfil la silueta de un ave iniciando el vuelo, y por eso la llamaron "al-Ukab" o «Sierra del Águila».

## Monumentos

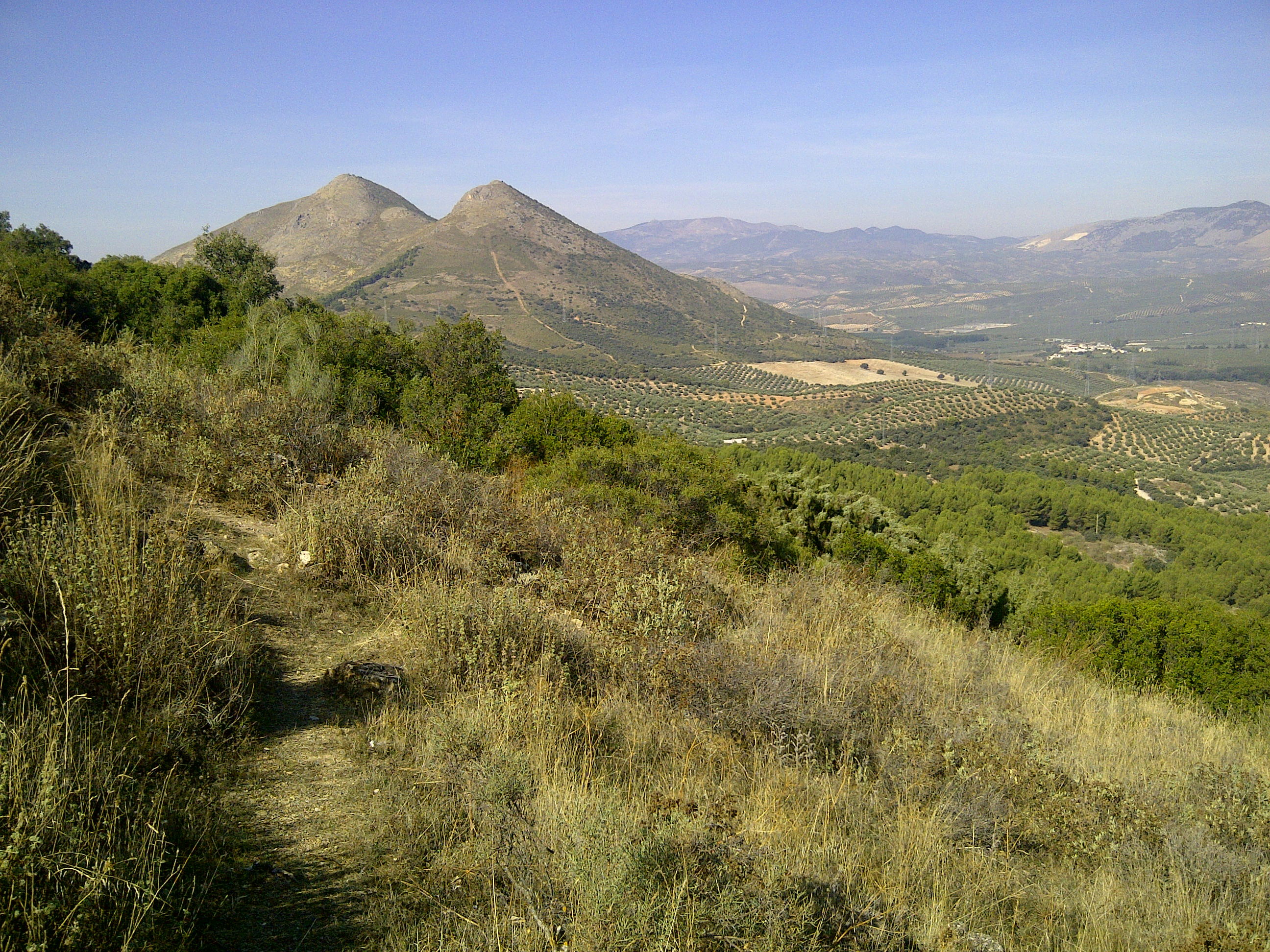
El pico Elvira (izq.), la mayor elevación de Sierra Elvira, visto desde el Torreón de Albolote.

### Ermita de los Tres Juanes
Esta ermita fue construida por un atarfeño, Juan de Dios Sánchez Pozo en los años 1940. Quedó inacabada hasta la década de 1990. A partir de ese momento se ubica en su interior un Museo de Ciencias Naturales, y en sus alrededores hay un jardín botánico y un lago artificial.

### Atalaya o Torreón
Se trata de un torreón nazarí del siglo XIV, de planta circular y desarrollo cilíndrico. En la cara oeste hay un cajón de 1,85 metros de altura y una ventana-puerta hecha con un arco de medio punto. En la cara sur, que mira a la Alhambra, hay otra ventana muy destruida, aunque se ven las jambas en la parte izquierda.
Un pequeño talud refuerza la atalaya en su base, aunque a día de hoy está semidestruido. Se le ha añadido una estructura que parece coetánea: por la cara sur es por donde quedan más restos, pero solo alcanzan una altura máxima de unos dos metros. Prolonga el talud por la cara sur, sobresaliendo, aunque arranca de la oeste y llega a la este, por donde cierra, formando así un rectángulo. Por la cara este antemuro está muy enrasado.
Seguramente la torre estaba hueca sólo en su tercio superior, donde están las ventanas, quedando los dos tercios restantes macizos. Esta atalaya sirve para comunicar a toda la Vega de Granada, incluida la propia ciudad de Granada, los movimientos de tropas desde los pasos fronterizos. Es un punto de referencia general para muchas fortificaciones granadinas.

## Flora
La vegetación predominante de Sierra Elvira es de coníferas tras las repoblaciones de los años 70, tras siglos de talas, así como la roturación de terrenos para cultivos. Abundan los enebros de miera, torviscos, espárragos silvestres, majuelos, espantalobos, aulagas y retamas. Existe también una importante población de orquídeas, con unas diez especies distintas.
Las repoblaciones se hicieron principalmente con pino de Alepo (Pinus halepensis) y su finalidad era el aprovechamiento maderero. Estos pinares se asientan sobre sustratos dolomíticos.

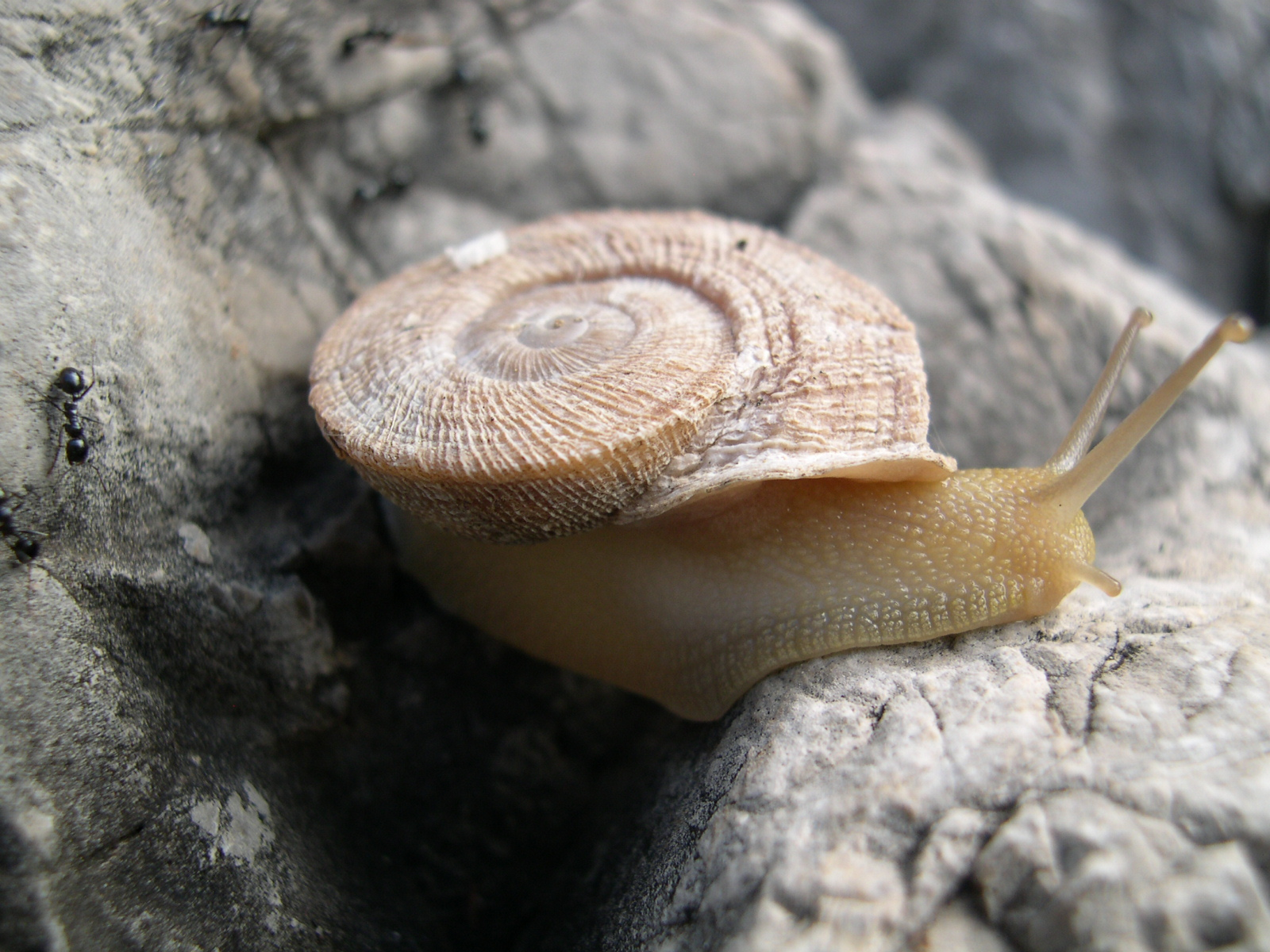
Ejemplar de chapa desplazándose por la roca caliza, en Sierra Elvira.

También conviene destaca la presencia de endemismos como la Alchemilla fontqueri subsp elvireinse, de la cual se encuentra representación en Sierra Nevada y en Sierra Elvira. Y el Astragalus tremolsianus, Sedum campanulae y Dianthus granatiense, asociado al ciclo reproductivo de Omocestus femoralis, del que solo hay representación de este insecto en Sierra Elvira y Sierra de María, al norte de la provincia de Almería.

## Fauna
Al ser un espacio muy cercano a la capital granadina, recibe numerosas visitas —especialmente en verano— y por eso la fauna de Sierra Elvira es muy huidiza y difícil de ver.
- Mamíferos: zorro, conejo, tejón, jabalí, varias especies de murciélagos, lirón careto, comadreja, jineta, gato montés.

- Avifauna: abejaruco, vencejo, colirrojo tizón, collalba negra, cernícalo vulgar, abubilla, perdiz, jilguero, ratonero, azor, búho real, abubilla. Durante la época de migración, es frecuente ver en sus cielos milanos negros.

- Reptiles: lagarto ocelado, lagartija ibérica, culebra de herradura, culebra de escalera.